# Flagstaff Hill
Flagstaff Hill är en kulle i Antarktis. Den ligger i Sydshetlandsöarna. Argentina, Chile och Storbritannien gör anspråk på området. Toppen på Flagstaff Hill är 265 meter över havet.
Terrängen runt Flagstaff Hill är huvudsakligen kuperad, men söderut är den platt. Havet är nära Flagstaff Hill söderut. Trakten är glest befolkad. Närmaste befolkade plats är Commandante Ferraz Station, 1,0 kilometer sydost om Flagstaff Hill. 